# Corazón Serrano
 (janvier 2022).
Pour les articles homonymes, voir Serrano.
Corazón Serrano est un groupe de musique péruvien, originaire de Piura. Il est actuellement[Quand ?] formé d'Irma Guerrero (chanteuse), Lesly Águila (chanteuse), Nickol Sinchi (chanteur), Susana Alvarado Carmen (chanteuse), Ana Lucía Urbina (chanteuse), Edwin Guerrero Neira (chanteur-producteur) Kiara Lozano (chanteuse), Dani Daniel (animation), Dany Morales (percussionniste), José Luis Ayala (percussionniste), Pedro Arroyo (bassiste), Jorge León (percussionniste), Melchy Pacherrez (percussionniste), Jasson Córdova (guitariste), Frank Pasapera (pianiste et accordéoniste) Henry Patiño (pianiste), et Edwin Guerrero comme directeur musical et producteur. Leur popularité dans leur pays (le Pérou) se reflète également dans les réseaux sociaux tels que Facebook, Instagram et Twitter.

## Biographie
L'orchestre est formé le 2 février 1993, à l'origine sous le nom de Los Hermanos Guerrero Neira, et se composait de la fratrie : Lorenzo, Floro, Noemí, Fredy, Irma, Edwin, Edita et Leo,. Au départ, Edwin était le chanteur, et Lorenzo le guitariste principal, dont les chansons étaient dédiées à la cumbia sanjuanera, typique de Piura, et gagnaient leur vie dans divers lieux, peñas et fêtes de Piura, en interprétant une fusion entre la cumbia norteña et les sanjuanitos, car l'influence de la musique populaire équatorienne était considérable dans les districts du nord, comme Piura.
Les frères Guerrero Neira ont émigré dans la ville de Piura dans l'espoir que leur musique soit entendue dans la capitale départementale. En 1996, ils sortent leur première chanson Alitas quebradas, interprétée par Irma Guerrero et Edita Guerrero, ce qui en fait un de leurs plus grands succès et le positionne à la première place du classement musique tropicale du pays. Quelque temps auparavant, ils présentaient l'album Corazón Serrano, changeant le nom du groupe. Dans l'une des lettres envoyées par la famille Guerrero, ils décrivent l'une des raisons de ce changement :

« Les Péruviens ont progressivement compris que notre pays est multiculturel et que la richesse nationale réside dans le fait que nous sommes le fruit de nombreuses races et de tous les sangs. Ainsi, Edita a gagné une place honnête dans les préférences d'un peuple qui a commencé à valoriser l'esprit de la montagne, mais aussi de la jungle et de la côte. Dans l'imaginaire de la société, la cumbia en général, et la cumbia sanjuanera en particulier, sont souvent considérées comme des échantillons artistiques du Pérou profond. »

Lorenzo Guerrero demandera à Zózimo Franco Valverde d'organiser un événement afin d'entrer sur le difficile marché de Lima. C'est dans la salle impériale de Jr. Cailloma 824, au centre de Lima, que le groupe de Piura donne son premier concert. De cette époque, Zózimo se souvient qu'Edita, à 14 ans, était « très réservée et n'aimait pas les interviews ».
En 2007, avec la résurgence de la cumbia au Pérou, après la mort des membres du Grupo Néctar en Argentine et le succès de El Embrujo du Grupo Kaliente, plusieurs orchestres ayant un nom important dans les provinces sont venus à Lima pour se faire connaître de tout le pays et tenter de conquérir le difficile marché de Lima, comme l'avaient fait dix ans auparavant le Grupo Néctar, Armonía 10 et Agua Marina. En raison de ce nouvel essor de la cumbia, les stations de radio changent de nom et de style pour tirer parti du succès de ce genre musical. Ainsi, des groupes tels que Kaliente, Mallanep, Papillén, Marisol y La Magia del Norte, Tony Rosado e Internacional Pacífico, Dilbert Aguilar y La Tribu, Hermanos Yaipén, Grupo 5, Caribeños de Guadalupe, Los Villacorta, Orquesta Candela ou Súper Kaliente, ainsi que ceux mentionnés ci-dessus, ont pu être entendus dans tout le pays, depuis Lima.

## Discographie
- 1997 : Solo para ti
- 1999 : Quiéreme sin condición
- 2000 : Arrepentida
- 2001 : Mujercita buena
- 2010 : Tu ausencia
- 2011 : Corazón corazoncito
- 2013 : Voy a vivir para ti
- 2014 : Gran colección de éxitos
- 2014 : Pacaipampa - Piura
- 2015 : Late más fuerte
- 2016 : No deja de latir
- 2017 : Que viva el amor
- 2017 : Volverás
- 2018 : Primicias 2018
- 2018 : En Vivo en piura
- 2018 : Un Angelito más
- 2021 : Tan solo tu